# باولو مونتيرو (لاعب كرة قدم)
باولو مونتيرو هو لاعب كرة قدم برتغالي في مركز الدفاع، ولد في 29 مايو 1991. لعب مع نادي فريموند ‏.

## وصلات خارجية
- باولو مونتيرو (لاعب كرة قدم) على موقع قاعدة بيانات كرة القدم.إي يو (الإنجليزية)